# Vukovics Sebő
Berekszói Vukovics Sebő (Fiume, 1811. július 20. – London, 1872. november 19.) politikus, a Szemere-kormány igazságügyminisztere.

## Életpályája
A nemesi származású berekszói Vukovics családban született. Apja, Vukovics Sebő (Sava Vuković), szerb nemesi származású, aki 1802. december 9.-én a "berekszói" nemesi előnév adományozásban részesült I. Ferenc magyar királytól. Az ifjú Vukovics a magyar nyelvet csak serdülő korában tanulta meg. Közpályáját Temes vármegyében kezdte, mint aljegyző. Ugyanezen vármegyében később szolgabíró, azután alispán lett. Mint fiatal vármegyei hivatalnokot kiskövetül küldték Pozsonyba, ahol az országgyűlési ifjúság tárgyalásain jó nevet szerzett alapos felkészültségével és szónoki tehetségével. Amikor vármegyéjébe visszatért, ott már jelentkeztek a nemzetiségi zavarok. A magyar kormány az erős kezű Vukovicsra bízta a feszültségek elsimítását. Az 1848-as választásokon a nagybecskereki kerületben indult, ahol meg is választották képviselőnek. 1849. május 2-án a Szemere Bertalan elnöklete alatt létrejött minisztériumban az igazságügyi tárcát kapta. Itt a törvényszékek rendezése körül szerzett nagy érdemeket. A világosi fegyverletétel után először a Lónyay, majd a Vladár-családnál, Lónyay Menyhért és Vladár Ervinnél rejtőzködött. Később emigrált, majd a kiegyezést követően hazatért és az 1869-es választásokon újfent képviselővé választották. Londonban halt meg.

## Házassága és leszármazottai
Felesége volt gyülvészi Dadányi Erzsébet (†1889), aki a grúziai Mingrélia uralkodócsaládjának, a Dadiani-háznak a magyar ágából, a Dadányi családból származott, és IV. Leó (Levan) mingréliai fejedelem (herceg) szépunokájaként, azaz az 5. (generációs) leszármazottjaként látta meg a napvilágot.
A szülei Dadányi Konstantin (1783-1854) és Damjanovics Erzsébet (1791–1850) voltak. Dadányi Erzsébet a nagy-nagynénje volt Dadányi György írónak, azaz a nagyapjának, Dadányi Pálnak a nővére.
Vukovics Sebő és Dadányi Erzsébet házasságból két gyermek született:
- Vukovics Mária, férje Ürményi Pál, 2 fiú
- Vukovics Gábor, felesége Bogdán Krisztina, 2 leány

## Emlékiratai
Emlékiratait a Vladár-családnál kezdte írni és az emigrációban, Londonban fejezte be, 1858-ban. Ezeket Besenyei Ferenc országgyűlési képviselő 1894-ben Budapesten kiadatta.
- Vukovics Sebő emlékiratai Magyarországon való bujdosása és száműzetésének idejétől; sajtó alá rend. Bessenyei Ferenc; Athenaeum, Bp., 1894
- Vukovics Sebő visszaemlékezései 1849-re; sajtó alá rend., utószó, jegyz. Katona Tamás; Magyar Helikon, Bp., 1982 (Bibliotheca historica)